# Laurens Meintjes
Laurens Smitz Meintjes  (nascido em 9 de junho de 1868 em Aberdeen e falecido em 30 de março de 1941 em Potgietersrus) é um Ciclista Sul-africano, especialista de pista. Consegue o primeiro campeonato do mundo de meio-fundo amadores em 1893.

## Biografia
Meintjes trabalhou na África do Sul como gerente das minas de ouro o que o obriga a efectuar um grande número de deslocações de bicicleta. Em 1891, participa em várias carreiras de bicicleta. É provavelmente a primeira pessoa da África do Sul a rodar numa bicicleta equipada de pneus.
Meintjes em 1893 fica designado pelo seu clube para participar no Exposição mundial de bicicleta em Chicago, que ia mais tarde ser reconhecida como o primeiro campeonato do mundo. A 12 de agosto, Meintjes consegue o campeonato do mundo de meio fundo amadores, uma das três competições do programa. Durante esta carreira terminada por só dois corredores (o outro corredor que participou Charles Albrecht), estabelece vários recordes. No seu regresso à África do Sul em , está acolhido por uma imensa multidão entusiasta.
Meintjes de resto foi a primeira « estrela » que vem do meio desportista na África do Sul e o primeiro campeão do mundo vindo da África. Em 1894, retira-se da competição e lança-se na venda de bicicletas.

## Palmarés Amadores
- 1893
  -  Campeão do mundo de meio-fundo amadores